# ایتالیایی‌ستیزی

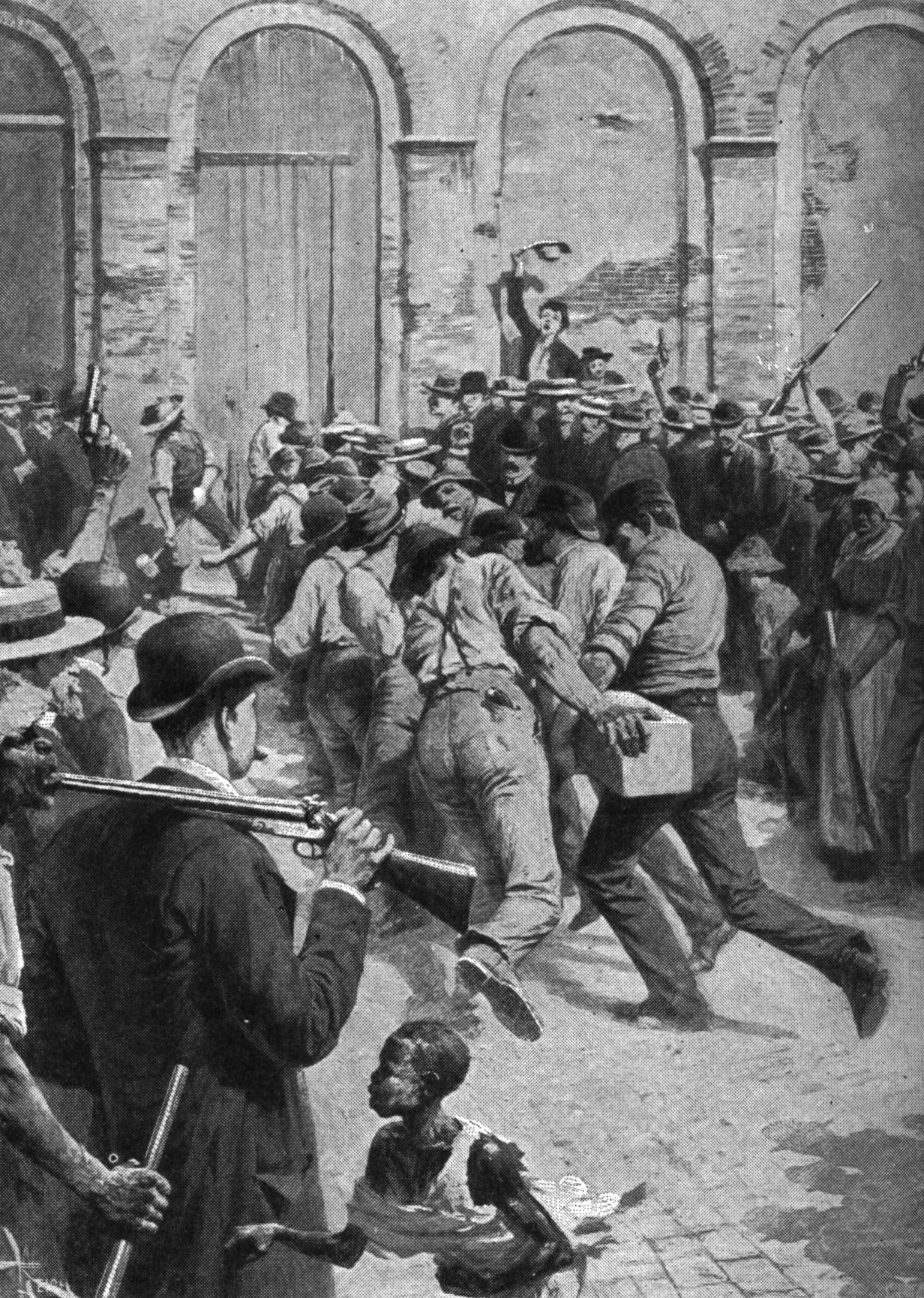
ایتالوفوبیا

ایتالیایی‌ستیزی یا ایتالوفوبیا نگرشی منفی در مورد مردم ایتالیا یا افراد با تبار ایتالیایی است که اغلب با استفاده از تعصب، تبعیض یا کلیشه‌ها بیان می‌شود. نقطه مقابل آن ایتالیادوست می‌باشد.

## ایالات متحده
ایتالیایی‌ستیزی در میان برخی از آمریکایی‌ها به دلیل تأثیر مهاجرت گسترده ایتالیایی‌ها بر ایالات متحده در اواخر قرن نوزدهم و اوایل قرن بیستم به‌وجود آمد. موج فراوانی از مهاجران ایتالیایی به ایالات متحده در اوایل قرن بیستم وارد شدند، بسیاری از آنها کشاورز بودند. برخلاف اکثریت پروتستان این کشور، تقریباً همه مهاجران ایتالیایی کاتولیک رومی بودند. از آنجا که مهاجران غالباً از تحصیلات رسمی برخوردار نبوده و با مهاجران قبلی برای مشاغل کم درآمد و مسکن رقابت می‌کردند، خصومت قابل توجهی نسبت بین آنها شکل گرفت. پروتستان‌های مستقر در آمریکا از اروپای شمالی به شدت با قوم‌مداری و تعصب نسبت به مهاجران ایتالیایی رفتار می‌کردند، به ویژه در جنوب آمریکا، که جمعیت آنجا اکثراً آنگلوساکسون و پروتستان بودند. در واکنش به مهاجرت گسترده از اروپای شرقی و جنوبی، کنگره قوانینی را تصویب کرد (قانون سهمیه ۱۹۲۱ و قانون مهاجرت ۱۹۲۴) مهاجرت از آن مناطق را به شدت محدود کرد، اما محدودیت‌های نسبتاً کمتری را از کشورهای اروپای شمالی اعمال کرد.
ایتالیایی‌ستیزی گاهی با سنت کاتولیسیزم‌ستیزی که در ایالات متحده وجود داشت، همراه بود که در نتیجه رقابت پروتستان و کاتولیک در اروپا و جنگ‌ها، که طی سه قرن گذشته بین پروتستان‌ها و کاتولیک‌ها درگرفته بود، به ارث رسیده‌بود. هنگام تأسیس ایالات متحده، به تبعیت از مهاجران پروتستان احساسات ضد کاتولیک و ضد پاپ را برگزید. احساسات ضد کاتولیک در ایالات متحده در قرن نوزدهم به اوج خود رسید، زیرا مردم پروتستان از تعداد کاتولیک‌های مهاجر به ایالات متحده نگران شدند. این امر تا حدی ناشی از تنش‌های استانداردی بود که بین شهروندان بومی و مهاجران به‌وجود می‌آید. جنبش ضد کاتولیکی، که در دهه ۱۸۴۰ به اوج خود رسید، باعث خصومتی شد که منجر به دعوای اوباش، از جمله سوزاندن اموال کاتولیک‌ها شد. مهاجران ایتالیایی پس از ورود با این خصومت ضد کاتولیک روبرو شدند. با این حال، برخلاف برخی دیگر از گروه‌های مهاجر کاتولیک، آنها معمولاً کشیش و مذهب دیگری که می‌توانست به آنها کمک کند، همراه خود به آمریکا نمی‌آوردند. برای اصلاح این وضعیت، پاپ لئون سیزدهم گروهی از کشیشان، راهبه‌ها و برادران مبلغین سنت چارلز بورومئو و سایر سفارش‌ها (از جمله خواهر فرانچسکا کابرینی) را اعزام کرد که به تأسیس صدها کلیسا برای تأمین نیازهای ایتالیایی‌ها کمک کرد. جوامعی، مانند بانوی پمپی در نیویورک سیتی.
برخی از مهاجران اوایل قرن بیستم از ایتالیا با خود گرایشی سیاسی به سوسیالیسم و آنارشیسم آوردند. این واکنشی بود به شرایط اقتصادی و سیاسی که آنها در ایتالیا تجربه کرده بودند. مردانی مانند آرتورو جیووانیتی، کارلو ترسکا و جو اتتور در سازماندهی ایتالیایی ها و سایر کارگران مهاجر در خواستار شرایط کاری بهتر و ساعات کار کمتر در معدن، نساجی، پوشاک، ساخت و ساز و سایر صنایع، پیشتاز بودند. این تلاش‌ها اغلب به اعتصاب‌هایی منجر می‌شد که گاهی به خشونت بین اعتصاب‌کنندگان و اعتصاب‌شکن‌ها منجر می‌شد. جنبش آنارشی در ایالات متحده در آن زمان مسئول بمب گذاری در شهرهای بزرگ و حمله به مقامات و مجریان قانون بود. در نتیجه ارتباط برخی با جنبش‌های کارگری و آنارشی، آمریکایی‌های ایتالیایی توسط بسیاری از صاحبان مشاغل و طبقه بالای آن زمان به عنوان «آژیتاتورهای کارگری» و رادیکال شناخته شدند، که منجر به احساسات ضد ایتالیایی بیشتر شد.
اکثریت قریب به اتفاق مهاجران ایتالیایی سخت کار می کردند و زندگی صادقانه ای داشتند، همانطور که توسط آمار پلیس اوایل قرن بیستم در بوستون و شهر نیویورک مستند شده است. نرخ دستگیری مهاجران ایتالیایی از دیگر گروه‌های عمده مهاجر بیشتر نبود. در اواخر سال ۱۹۶۳، جیمز دبلیو. واندر زاندر اشاره کرد که میزان محکومیت های جنایی در میان مهاجران ایتالیایی کمتر از سفیدپوستان متولد آمریکا بود.
یک عنصر جنایتکار که در برخی از جوامع مهاجر ایتالیایی در شهرهای بزرگ شرقی فعال بود، از اخاذی، ارعاب و تهدید برای گرفتن پول حمایتی از مهاجران ثروتمندتر و صاحبان مغازه (معروف به راکت دست سیاه) استفاده می کرد. همچنین در سایر فعالیت های غیرقانونی نیز دست داشته است. زمانی که فاشیست ها در ایتالیا به قدرت رسیدند، نابودی مافیا در سیسیل را در اولویت قرار دادند. صدها نفر در دهه های ۱۹۲۰ و ۱۹۳۰ برای اجتناب از پیگرد قانونی به ایالات متحده گریختند.
زمانی که ایالات متحده در سال ۱۹۲۰ این ممنوعیت را تصویب کرد، ثابت شد که این محدودیت‌ها برای کسانی که در جامعه ایتالیایی-آمریکایی که قبلاً در فعالیت‌های غیرقانونی شرکت داشتند و همچنین کسانی که از سیسیل فرار کرده بودند، یک درآمد بادآورده اقتصادی بود. آنها مشروبات الکلی را به کشور قاچاق می کردند، عمده فروشی می کردند و از طریق شبکه ای از مراکز فروش و بلندگوها می فروختند. در حالی که اعضای گروه‌های قومی دیگر نیز عمیقاً در این فعالیت‌های غیرقانونی دستفروشی و خشونت‌های مرتبط بین گروه‌ها درگیر بودند، آمریکایی‌های ایتالیایی از بدنام‌ترین آنها بودند. به همین دلیل، ایتالیایی ها در ذهن بسیاری با گانگستر اولیه همراه شدند که تأثیر طولانی مدتی بر تصویر ایتالیایی-آمریکایی داشت.
تجربیات مهاجران ایتالیایی در کشورهای آمریکای شمالی به طور قابل توجهی متفاوت از تجربیات کشورهای آمریکای جنوبی بود که بسیاری از آنها به تعداد زیادی مهاجرت کردند. ایتالیایی ها در کشورهای در حال توسعه مانند: آرژانتین، برزیل، شیلی، اروگوئه و ونزوئلا کلیدی بودند. آنها به سرعت به طبقات متوسط و بالای آن کشورها پیوستند. در ایالات متحده، آمریکایی های ایتالیایی در ابتدا با فرهنگ تثبیت شده با اکثریت پروتستان در اروپای شمالی مواجه شدند. برای مدتی، آنها عمدتاً به عنوان کارگران ساختمانی و صنعتی، سرآشپز، لوله کش یا سایر کارگران یقه آبی دیده می شدند. مانند ایرلندی های قبل از آنها، بسیاری وارد پلیس و ادارات آتش نشانی شهرهای بزرگ شدند.